# Беркли (Глостершир)
Беркли (англ. Berkeley) — город в графстве Глостершир (Англия), входит в состав района Страуд.

## География
Беркли расположен в западной Англии, между городами Глостер и Бристоль, в 190 километрах от Лондона и в 27 от Бристоля. Лежит на невысоких холмах долины Беркли (англ.), на берегу реки Литтл-Эйвон, одного из притоков Северна. В районе города Беркли Литтл-Эйвон судоходна. Неподалеку находится законсервированная атомная электростанция Беркли (англ.).

## История
Городок впервые письменно упомянут в 824 году как Berclea, что является производным от «birch lea» на древнеанглийском языке. В Средние века был торговым центром, портом и местом народных собраний, административной сотни Беркли (англ.). Первым из правителей района Беркли в период нормандского завоевания Англии в XI столетии стал фламандский рыцарь Роджер де Тосни, сводный брат Уильяма Фиц-Осберна, графа Херефорда. Семья Роджера приняла фамилию «де Беркли» («de Berkeley»), и начала строительство замка Беркли, законченного при его сыне, также носившем имя Роджер. Младший сын Роджера де Тосни, Джон де Беркли, вместе с королевой Мод, графиней Хантингтон, уехал в Шотландию, где стал основателем шотландской линии рода Беркли. Позднее в замке Беркли был убит король Англии Эдуард II.
Согласно английским преданиям и легендам, в округе Беркли (самом крупном в средневековом Глостершире) особо активны были местные ведьмы, в первую очередь знаменитая Берклийская ведьма. Последняя неоднократно вызывала дьявола, которого видели скачущим на чёрном коне в окружении призраков.

## Образование
В Беркли есть небольшая «начальная школа. Средняя школа Вэли оф Беркли Колледж» (англ.) закрыта в 2011 году.
В Беркли родился, прожил много лет и скончался известный английский учёный-медик, основатель вакцинации, Эдуард Дженнер.

## Дополнения
- Музей Эдуарда Дженнера в Беркли.
- Замок Беркли.
- Церковь Сент-Мэри, XIII ст.